# Падалко Людмила Іванівна
Па́далко Людмила Іванівна (*8 березня 1949, село Терсянка) — українська лікарка, акушерка-гінеколог. Головний лікар Дніпропетровського обласного перинатального центру (з 1990), Заслужена лікарка України (2001), кандидат медичних наук (2002).

## Біографія

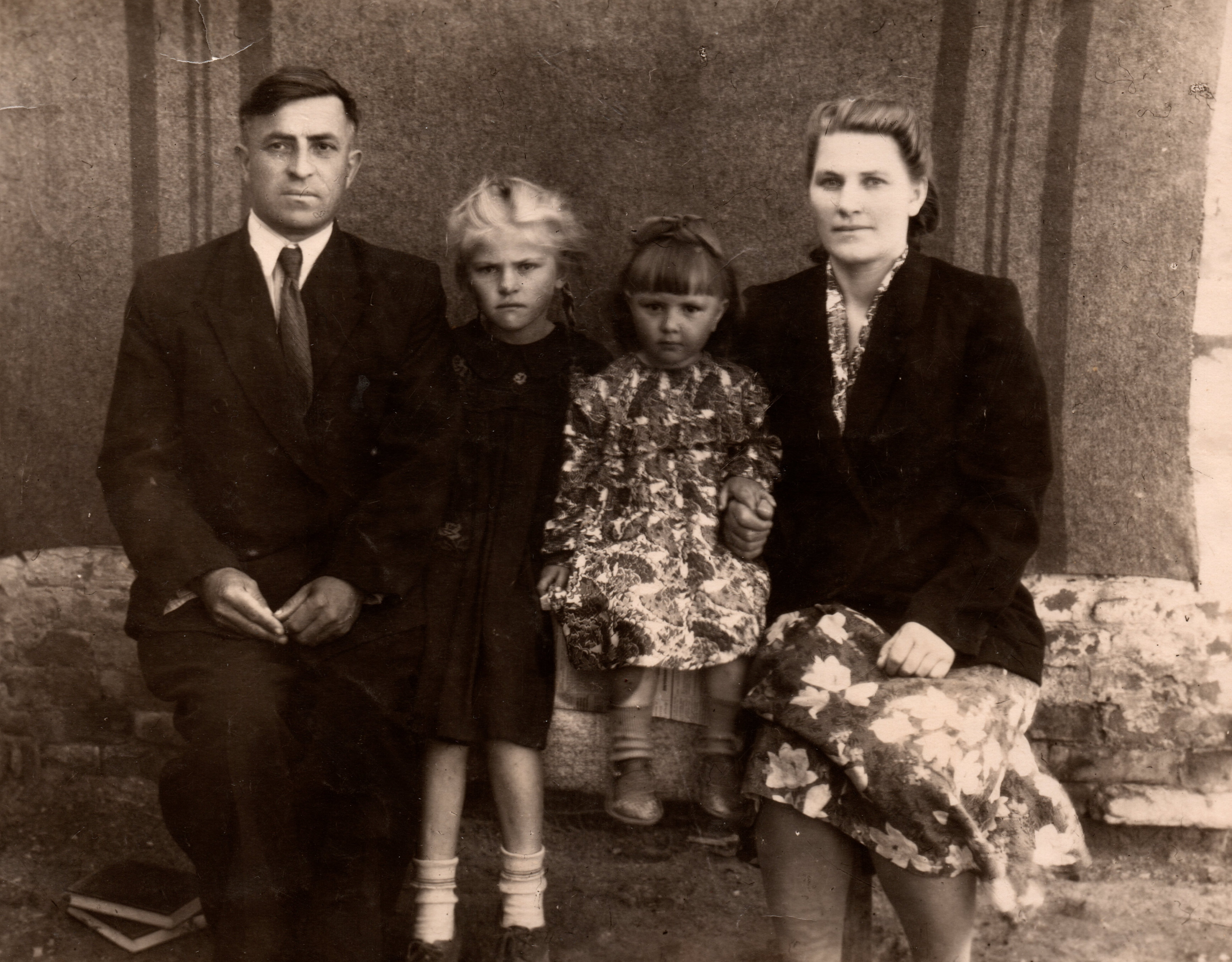
Батьки та сестра (1956)

Народилася 8 березня 1949 року у селі Терсянка Новомиколаївського району Запорізької області. Батько, Кий Іван Якович, працював учителем математики у місцевій школі, мати, Галина Григорівна, — завідувачкою гастроному. У 1964-1965 роках Людмила з батьками та сестрою Ніною переїхала до районного центру. У новій школі зустріла Вадима, майбутнього чоловіка. Закінчила 1966 року Новомиколаївську середню школу із золотою медаллю. Любила біологію та хімію, мріяла стати лікаркою. Після школи працювала у центральній районній бібліотеці, що дало їй можливість ретельно підготуватись до вступних іспитів у виш.
1967 року, склавши на відмінно іспит із хімії, вступила до Ворошиловградського медичного інституту на лікувальний факультет. Влітку приїжджала додому, проводила час із Вадимом, який навчався у Дніпропетровському медичному інституті. 1970 року вирішили одружитись, а через рік Людмила перевелась до Дніпропетровська. 1971 року народила сина Геннадія, виховання якого поєднувала з навчанням. 1972 року Вадим закінчив виш і поїхав працювати за скеруванням до Синельникового. 1973 року Людмила також закінчила медичний інститут, отримала спеціальність «лікувальна справа» та кваліфікацію акушера-гінеколога.

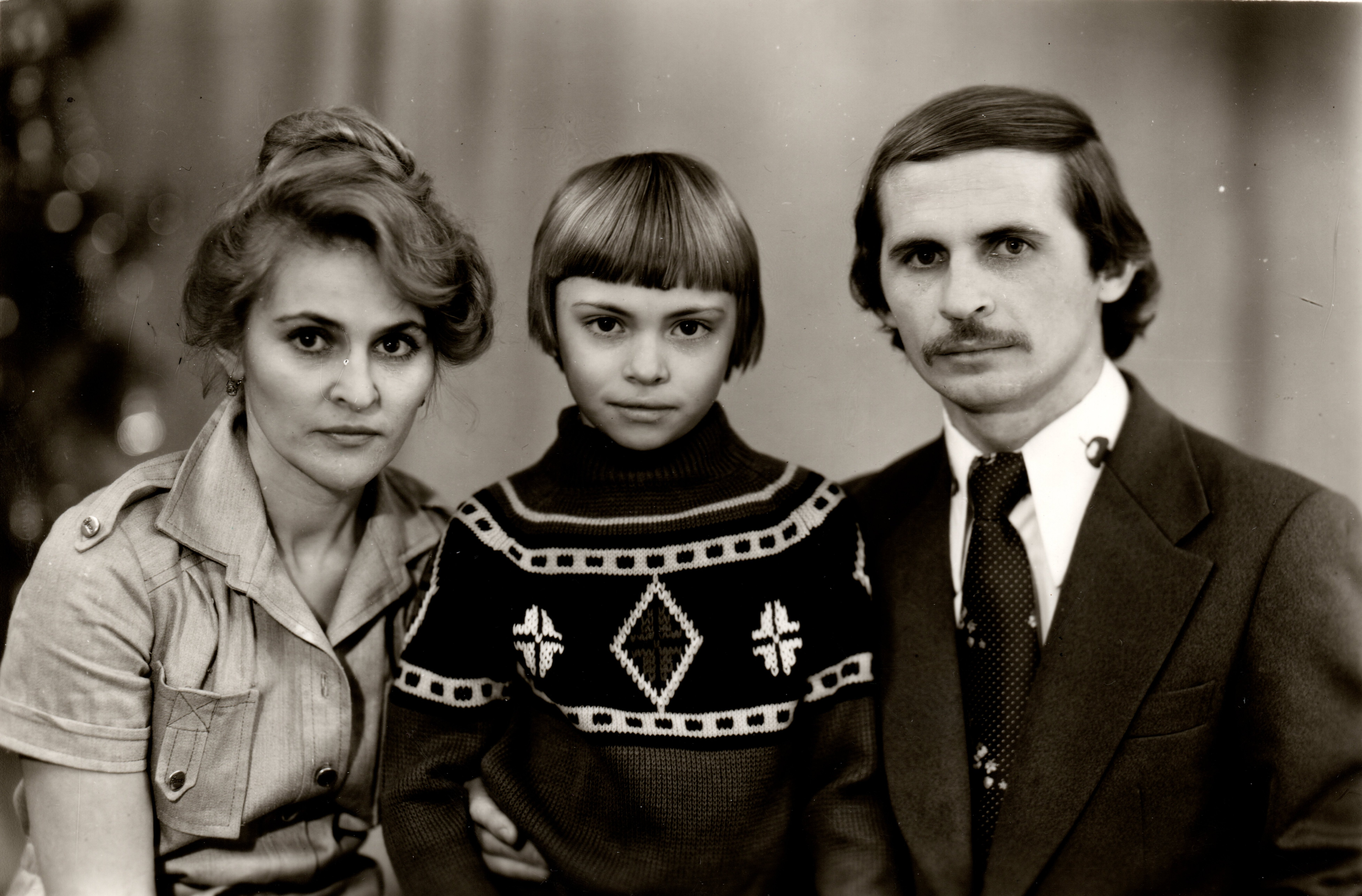
З чоловіком та сином (1978)

Після вузу проходила інтернатуру у Дніпропетровській міській лікарні № 9, по закінченню якої одразу почала працювати в Синельниківській центральній районній лікарні на посаді лікаря акушерки-гінекологині, де вже рік терапевтом працював її чоловік. Пізніше отримала посаду заступниці головного лікаря з лікувальної частини. Працювати було важко, але саме ці роки Падалко вважає часом становлення її як професійної лікарки. За роки роботи на посаді заступниці по селах району були ліквідовані пологові будинки при колишніх колгоспах, відкрито районну жіночу консультацію, активно розвивалось донорство крові. Але найбільше уваги вона приділяла професійному зростанню свого персоналу, піклувалась про підняття кваліфікації.
Після переїзду до Дніпропетровська Вадим почав працювати в Дніпропетровську медичному інституті асистентом на кафедрі внутрішніх захворювань. 1985 року Людмила Падалко влаштувалась працювати до Дніпропетровського обласного онкодиспансеру на посаду акушерки-гінекологині. 10 квітня 1990 року переведена на посаду головної лікарки Дніпропетровського міського пологового будинку № 2, який з 26 червня 2012 року реорганізовано у Дніпропетровський обласний перинатальний центр, де працює і сьогодні.
Полюбляє шахи та нарди.

### Політична діяльність

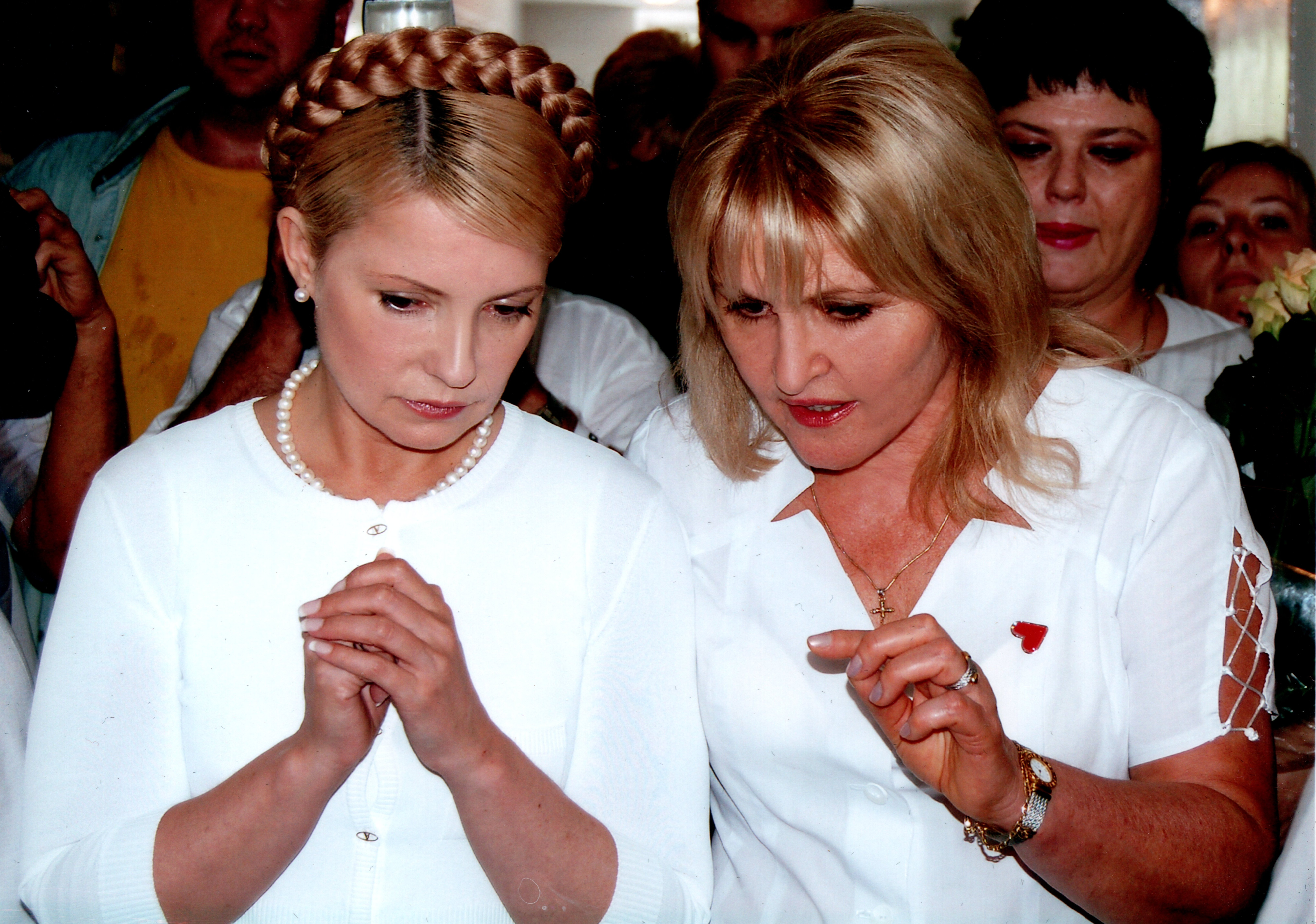
З Юлею Тимошенко (2007)

1982 року Людмила Падалко вперше обрана депутатом до Синельниківської міської ради. 2002 року обрана депутатом вже до Дніпропетровської обласної ради, була кандидатом в народні депутати від політичної партії «Жінки за майбутнє».
2005 року вступила до Всеукраїнського об'єднання «Батьківщина», а 2006 року вдруге обрана депутатом до Дніпропетровської обласної ради. Працювала у постійній комісії обласної ради з питань підприємництва, переробної промисловості, торговельного та побутового обслуговування. 2010 року втретє стає депутатом обласної ради. 2014 року на парламентських виборах у передвиборчому списку від ВО «Батьківщина» Людмила Падалко перебувала під № 158.

### Родина

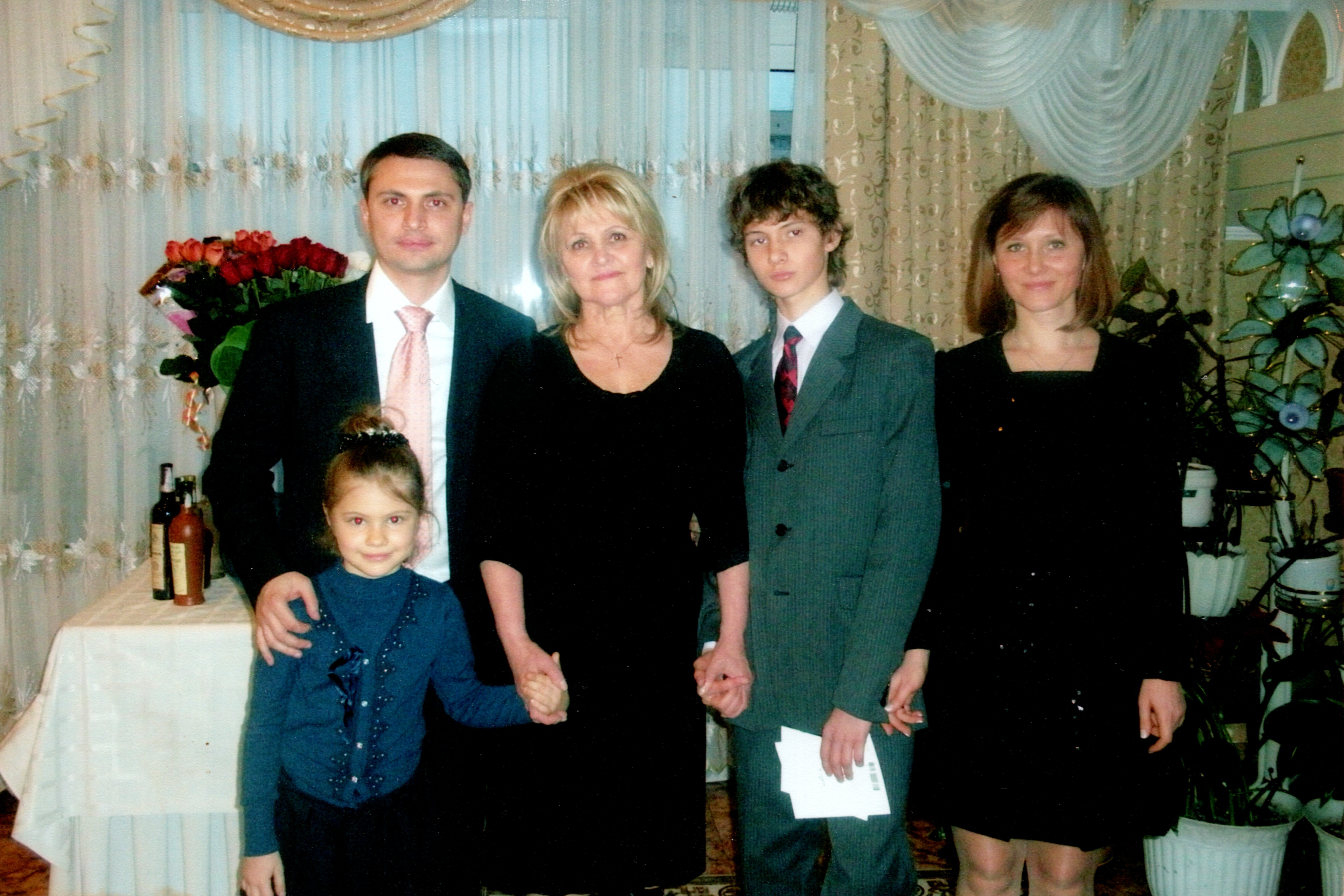
Родина (2009)

1971 року народила сина Геннадія. 1994 року від хвороби помер чоловік Вадим. Через рік син закінчив Дніпропетровський медичний інститут і мав йти по слідах батьків. Однак 2000 року він закінчив Національну юридичну академію імені Ярослава Мудрого, а 2002 року — Інститут державного управління Української Академії державного управління при Президентові України, отримавши кваліфікацію юриста та державного управлінця.
Має невістку Наталію та двох онуків — Вадима та Людмилу, на честь дідуся та бабусі.

## На посаді головної лікарки

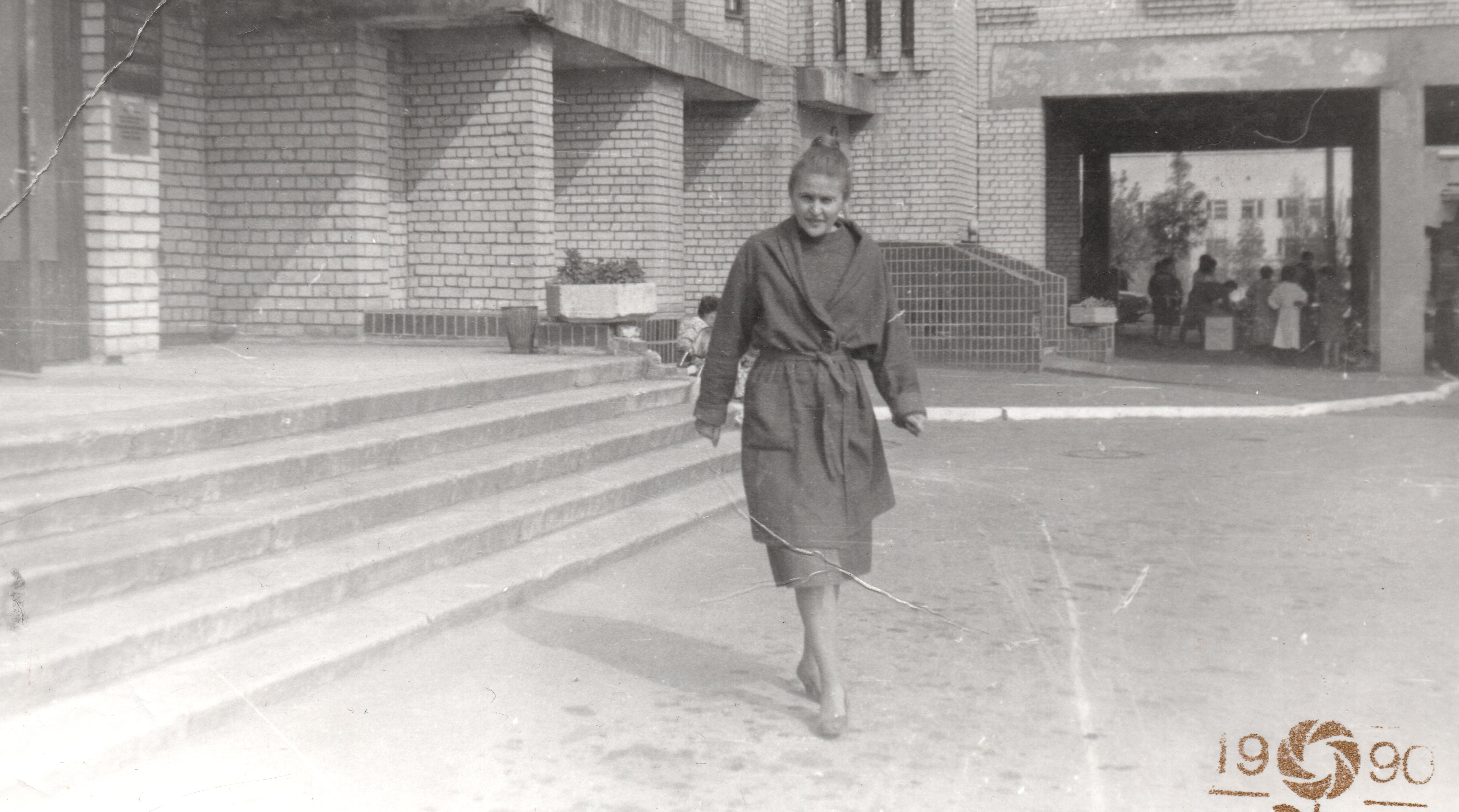
Перший день роботи на посаді головної лікарки (10 квітня 1990)

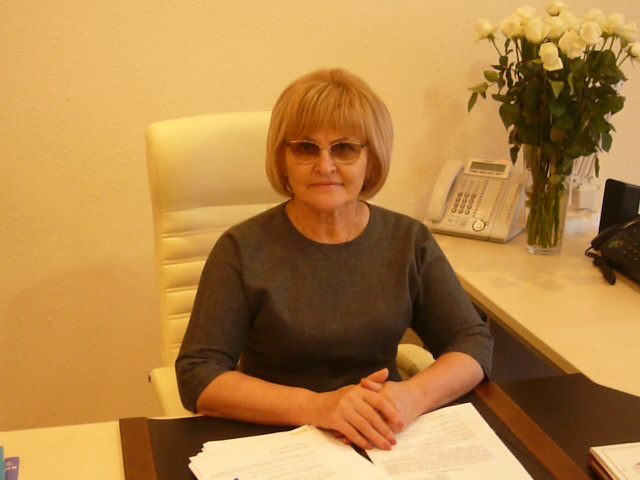
Через 23 роки (24 жовтня 2013 року)

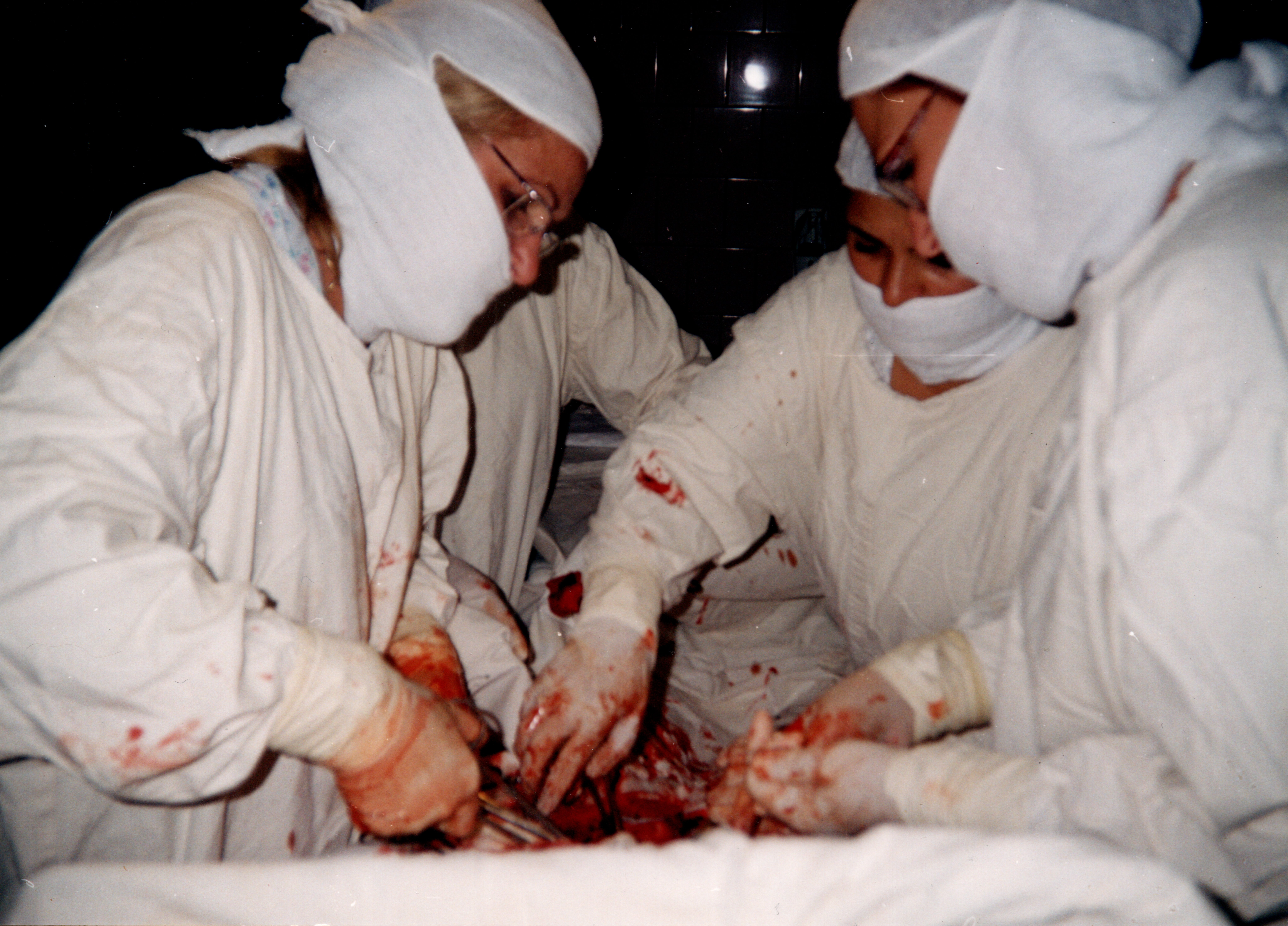
Операція (2004)

За період перебування Людмили Падалко на посаді головної лікарки спочатку пологового будинку, а пізніше Дніпропетровського обласного перинатального центру, прийняла 5843 дитини (3006 хлопчиків та 2837 дівчаток). Лікарка володіє повним обсягом акушерсько-гінекологічних та онкогінекологічних оперативних втручань, провела понад 4 тисячі гінекологічних операцій, прийняла на особистий огляд понад 30 тисяч жінок.
За її сприяння 1991 року відкрито відділення гіпербаричної оксигенації, відновлена пральня, 1993 року відкрито відділення анестезіології та інтенсивної терапії, 1998 року — центр допомоги жінкам із фізичними вадами розвитку, 2000 року — центр дитячої та підліткової гінекології та центр ювенільного акушерства. 2005 року лікарня пройшла атестацію та отримала вищу категорію. 2006 року було відкрито центр підтримки грудного вигодовування, а 2015 року — організаційно-методичний відділ з кабінетом телемедицини.
1989 року при пологовому будинку за ініціативи професора Зінаїди Дубоссарської відкрито кафедру акушерства, гінекології та перинатології факультету післядипломної освіти Дніпропетровського медичного інституту. Падалко продовжила налагодження роботи кафедри, відкритої за підтримки ректорки Людмили Новицької-Усенко, де персонал проводить лікувально-консультативну роботу для жінок та новонароджених у вигляді клінічних обходів, консиліумів, оперативних втручань і консультацій.

## Наукова діяльність
Людмила Падалко стала авторкою багатьох наукових праць:
- Беременность, роды и состояние фетоплацентарной системы у женщин, перенесших кесарево сечение // Збірник наукових праць Асоціації акушерів-гінекологів України. — Сімферополь, 1998. — С. 106—108.
- Досвід реабілітації генеративної функції хворих із запаленням додатків матки // Актуальні проблеми післядипломної освіти. — Кривий Ріг, 1998. — С.41.
- Анализ акушерских кровотечений и опыт лечебной тактики по материалам клинического родильного дома № 2 г. Днепропетровска // Збірник наукових праць Асоціації акушерів-гінекологів України. — Київ: «ТНК». — 1999. — С. 56-57.
- Оцінка ефективності та проблеми акушерської допомоги юним та літнім першовагітнім // Педіатрія, акушерство та гінекологія. — 1999. — № 2. — С. 83-86.
- Особливості перебігу вагітності та пологів у юних першородящих при урогенітальному хламідіозі [Архівовано 27 лютого 2019 у Wayback Machine.] // Педіатрія, акушерство та гінекологія. — 1999. № 2, С.90-92.
- Клинико-фармакологические аспекты применения препарата «Тержинан» для лечения бактериального вагиноза и кольпитов // Медицина сегодня и завтра. — Харьков. — 2000. — № 2. — С. 101—103.
- Психовегетотативные предикторы позднего гестоза у юних первородящих // Збірник наукових праць асоціації акушерів-гінекологів України. — Київ, 2000. — С. 235—237.
- Автореферат дисертації на здобуття наукового ступеня кандидата медичних наук «Особливості перебігу вагітності, пологів, післяпологового періоду і перинатальні наслідки у юних і вікових першородящих». Київ. — Київська медична академія післядипломної освіти ім. П. Л. Шупіка — 2001 р.
- Стан гормональних, психовегетативних реакцій, сучасна діагностична та лікувальна тактика у юних та вікових першородящих // Медичні перспективи. — Дніпропетровськ, 2001. — Том VI. — № 3. — С. 61-64.
- Гипербарическая оксигенация в комплексной терапии внутриутробной инфекции // Біль, знеболення, інтенсивна терапія. — 2001. — С. 95-97.
- Роль оперативного родоразрешения в улучшении перинатальных исходов // Збірник наукових праць Асоціації акушерів-гінекологів України. — Київ, 2004. — С. 143—146.
- Репродуктивное здоровье женщины после комплексного лечения генитального эндометриоза // Збірник наукових праць Асоціації акушерів-гінекологів України. — Київ, 2010. — С. 543—548.
- Опыт органосохраняющего лечения прогрессирующей шеечной беременности // Жіночій лікар. — 2011. — № 1 (33). — С. 12-16.
- Проблема спайкообразования в гинекологической практике // Збірник наукових праць Асоціації акушерів-гінекологів України. — Київ, 2012. — С. 167—169.

## Відзнаки та нагороди
Медалі:

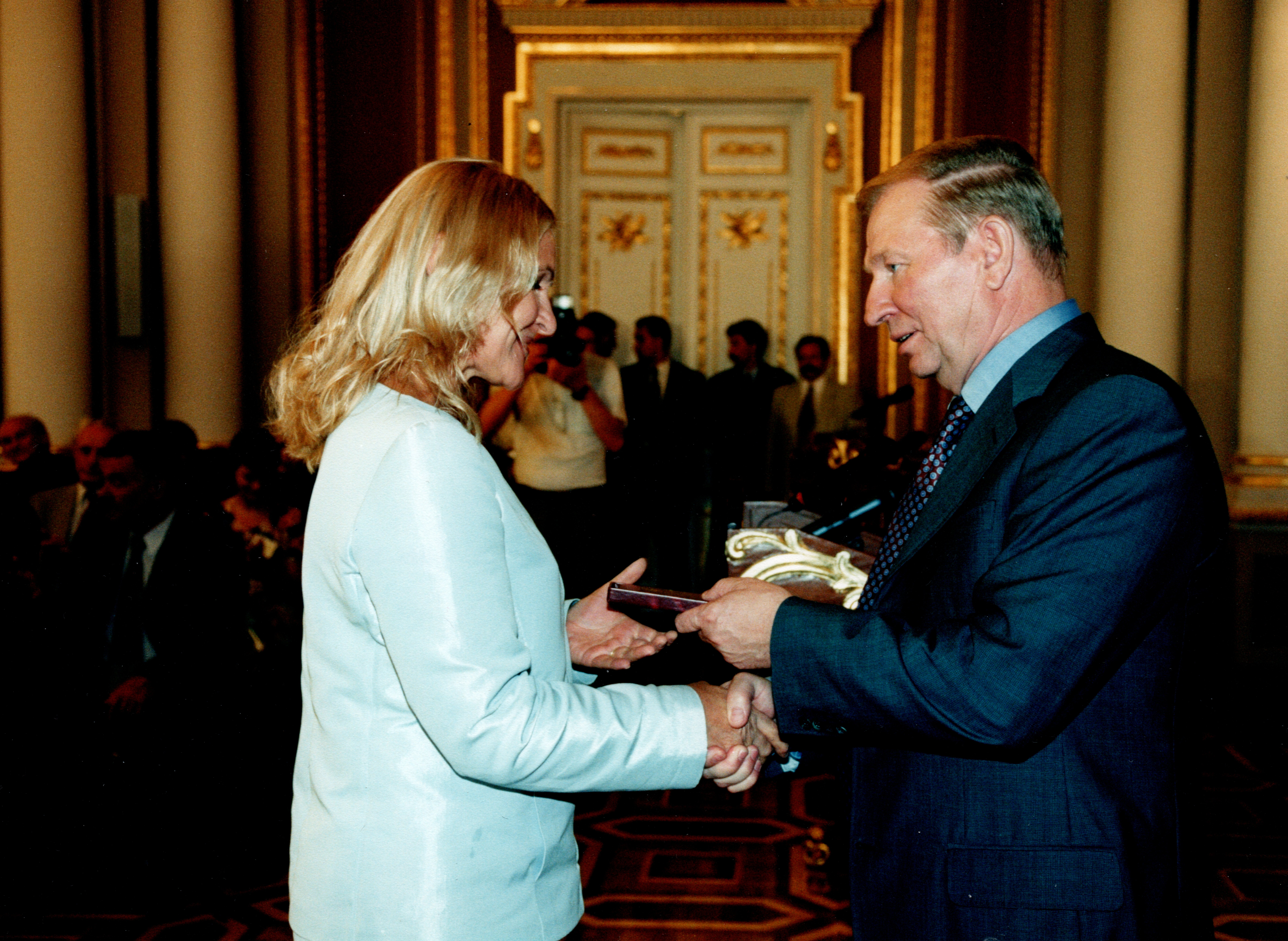
Вручення звання від Леоніда Кучми (серпень 2001)

- 1999 року пам'ятна медаль «За вірну службу рідному місту»;
- 2004 року медаль «За заслуги перед містом»;
- 2009 року медаль Орденом княгині Ольги III ступеня[8];
- 2019 року пам'ятна медаль «За заслуги перед містом».

Грамоти, подяки, відзнаки:
- у квітні 2004 року нагороджена Почесною грамотою Верховної Ради України — за вагомий внесок у розвитку державної політики у сфері охорони здоров'я, багаторічну сумлінну працю, високий професіоналізм та індивідуальність у роботі;
- у жовтні 2005 року Почесною грамотою Міністерства охорони здоров'я України;
- у червні 2007 року подякою Жовтневої Районної Ради міста Дніпропетровська;
- 2008 року Почесною грамотою Міністерства охорони здоров'я України — за багаторічну плідну працю, високий професіоналізм, значний особистий внесок в організацію надання медичної допомоги жінкам та новонародженим;
- у листопаді 2008 року трудовою відзнакою «Знак пошани» Міністерства аграрної політики України;
- 2009 року почесною відзнакою голови Дніпропетровської обласної ради та відзнакою голови Дніпропетровської облдержадміністрації «За розвиток регіону»;
- у вересня 2010 року — почесною грамотою Дніпропетровської обласної організації профспілки працівників охорони здоров'я України;
- у серпні 2015 року — Почесною грамотою і нагрудним знаком Верховної Ради України.

21 серпня 2001 Людмилі Падалко присвоєно почесне звання «Заслужена лікарка України», а 15 травня 2002 року вона здобула науковий ступінь кандидата медичних наук за спеціальністю акушерство та гінекологія.

## Відеоматеріали
- Документальний фільм про Перинатальний центр
- КЗ «ДОПЦ зі стаціонаром ДОР»: на шляху до європейських стандартів медичних послуг